# Anthophora nigrocaudata
Anthophora nigrocaudata är en biart som beskrevs av Wu 2000. Anthophora nigrocaudata ingår i släktet pälsbin, och familjen långtungebin. Inga underarter finns listade i Catalogue of Life.